# Leverhulme-Medaille (British Academy)
Die Leverhulme Medal and Prize for Humanities and Social Sciences ist eine von der British Academy vergebene Auszeichnung, die seit 2002 alle drei Jahre vergeben wird. Gestiftet wurde die Auszeichnung vom Leverhulme-Trust. Ausgezeichnet werden Wissenschaftler, die einen großen Beitrag zum Wissen und der Erforschung eines Sachgebietes innerhalb der Geistes- oder Sozialwissenschaften geleistet haben. Nicht zu verwechseln ist der Preis mit der gleichnamigen Auszeichnung der Royal Society.

## Preisträger
- 2002 Ernst Gombrich, Raymond Firth
- 2005 Edward Anthony Wrigley
- 2009 Sebastian Paul Brock
- 2012 Marilyn Strathern
- 2015 Richard J. Evans
- 2018 David W. Harvey
- 2021 Catherine Hall
- 2024 Charles Hulme, Maggie Snowling